# Jan Lodewijk van Scherpenzeel-Heusch
Jan Lodewijk Baron van Scherpenzeel-Heusch (Oosterhout, november 1799 - Vlodrop 14 februari 1872) was een Limburgs politicus, liberaal en democraat. Hij is vooral bekend voor zijn rol in de zoektocht voor een nieuwe politieke vorm van Oost-Limburg na de Belgische Revolutie. Zijn politieke carrière wordt gekenmerkt door Limburgs separatisme. Hij was heer van Mierlo, en tussen 1848 en 1849 lid van de Nationale Vergadering van Frankfurt als plaatsvervanger van het kiesdistrict Roermond (hertogdom Limburg).

## Leven
Van Scherpenzeel werd geboren in Oosterhout en werd aldaar gedoopt op 13 november 1799. Zijn vader was 'Maria Gerardus Carolus van Scherpenzeel-Heusch' en zijn moeder 'Theodora Joanna Ignatia Adriana Godefrieda Antonia Christina Speyart van Woerden'.
Vanaf 1818 was Van Scherpenzeel officier van de cavalerie, daar werd hij later tweede en ook eerste luitenant tot 1828. Op 7 september 1828 trouwde hij met Marie Isabelle Theodore Clout in Roermond. Van Scherpenzeel woonde in kasteel De Berckt in Baarlo. Vanaf 1831 tot 1839 had hij de functie van kolonel-commandant burgerwacht in het kanton Roermond. Van Scherpenzeel nam in 1835 de Belgische nationaliteit aan.
Van Scherpenzeel was onderdeel van de Limburgse separatistische beweging van 1840 tot 1848. Hij had zijn twijfels bij het Nederlandse bestuur en economisch beleid. In een brochure schreef Van Scherpenzeel:
-Ik heb aangetoond dat Belgie en Pruissen de natuurlijke markten van Limburg zijn en niet Holland. Daar nu de landbouw de voornaamste tak van nijverheid van het Hertogdom is; zoo zoude hetzelfde door de scheiding geenszins verliezen: te meer, omdat de groot handel, in Nederland het hooge woord voert. Niets is eigenbaatzuchtiger als de Nederlandsche handel. Wat geeft die er om, dat de landbouw kwijne; mits dat het Amsterdam en Rotterdam maar goed gaat, hij beschouwt de landbouw als de bok van Israël die allen last moet dragen. Het is openbaar dat de landprovincien onder den last der overgroote opbrengsten aan den staat, bezwijken; zoude het niet billijk zijn dat men eenige der lasten voornamelijk op den landbouw drukkende, verving met eene belasting op de Thee, Suiker, Koffij, Tabak. Dat men de heeren effecten- houders die niets te doen hebben dan hunne couponnetjes af te knippen en dan met de duimen over elkander te draaijen, ook het hunne liet bijdragen!-
Als gevolg van de Maartrevolutie richtte men in Duitsland/Duitse Bond, met het oog op meer democratie, liberalisme en een Verenigd Duitsland, het Frankfurter Parlement op. Zo zag Van Scherpenzeel een kans om van het Nederlandse bestuur af te komen met behulp van de Duitse Bond, daar zou Limburg (met uitzondering van de steden Maastricht en Venlo) deel van uit maken. Ook koning Leopold I van België was hier blij mee, omdat hij door het verkrijgen van het Rijnland misschien de nieuwe liberale leider van de Duitse bond zou kunnen worden. Limburg mocht twee afgevaardigden naar deze Nationale Vergadering van de Duitse Bond in Frankfurt sturen. Men koos niet zozeer voor Duitsland uit liefde maar meer vanwege de 'ideologie'. Echter was Limburg als territoriale eenheid nog niet zo oud en was van een Limburgse identiteit ook nog niet echt sprake. Op 12 mei werd Van Scherpenzeel in beide kiesdistricten, Roermond en Valkenburg, als vertegenwoordiger gekozen. Van Scherpenzeel koos er voor Roermond te vertegenwoordigen. Bij een tweede verkiezing in kiesdistrict Valkenburg komt de heer Alexander Schoenmaeckers tevoorschijn, ook een separatist. Beide heren pleiten in Frankfurt voor de Limburgse zaak, Limburg moet ontbonden worden van Nederland en zelfstandig, deel gaan uitmaken van den Duitse Bond. De Duitse Bond was het daar mee eens. Van Scherpenzeel werd in november 1848 ook gekozen voor de Tweede Kamer in Den Haag. Maar daar kwam de benoeming niet aan. Daardoor wilde hij de aandacht vestigen op een afscheidswens van Limburg. Pas toen de Tweede Kamer een positie innam over het hertogdom Limburg kon hij ook zijn lidmaatschap aannemen. Daarna bleef het stil; er werden geen rechtige stappen ondernomen. De Nationale Vergadering in Frankfurt had zelf maar weinig macht en de Tweede Kamer ondernam ook niet veel. Teleurgesteld namen Van Scherpenzeel en Schoenmaeckers op 14 mei 1849 ontslag als parlementslid in Frankfurt. Het Frankfurter Parlement hield zelf ook geen stand en de oude Duitse Bond werd in juni hersteld. Uiteindelijk door de machtsstrijd tussen Pruisen en Oostenrijk viel de Duitse Bond uiteen in 1866. Limburg is sindsdien dan ook geen deel meer van Duitsland en daarmee verviel de naam hertogdom Limburg. Limburg werd een volwaardige provincie van Nederland. Op 14 februari 1872 overleed Van Scherpenzeel te Vlodrop.